# Mile End

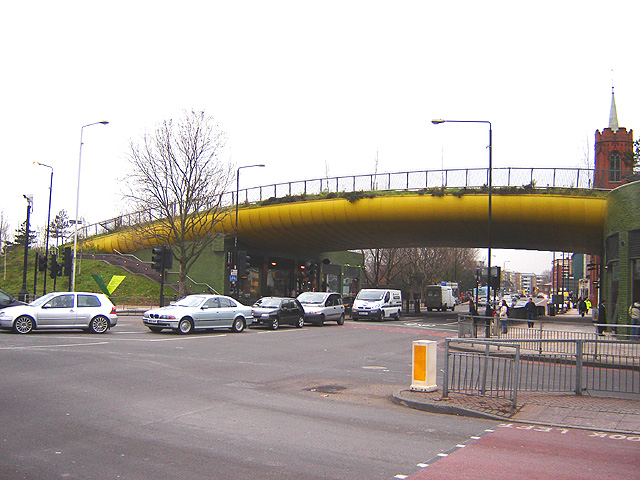
A Green Bridge com a Mile End Park ao longo da estrada A11 Mile End Road

Mile End é um distrito no East End de Londres, Inglaterra, 5,8 km a leste-nordeste da Charing Cross. Situado na estrada Londres-Colchester, foi um dos primeiros subúrbios da Cidade de Londres. Tornou-se parte da área metropolitana em 1855 e está conectada ao metrô de Londres.
Também era conhecido como Mile End Old Town; o nome fornece uma distinção geográfica do antigo vilarejo não conectado chamado Mile End New Town. Em 2011, o distrito tinha uma população de 28 544 habitantes.

## História
Mile End é registrada em 1288 como La Mile ende. Sua origem é formada do inglês médio 'mile' e 'ende' e significa "a aldeia a uma milha de distância". A distância em milhas era em relação a Aldgate na Cidade de Londres, alcançada pela estrada de Londres-Colchester. Por volta de 1691, Mile End tornou-se conhecida como Mile End Old Town, porque um novo assentamento não conectado a oeste e adjacente a Spitalfields tornou-se conhecido como Mile End New Town.

### Revolta Camponesa de 1381
Em 1381, um levante contra os coletores de impostos de Brentwood rapidamente se espalhou primeiro pelas aldeias vizinhas, depois por todo o sudeste da Inglaterra, mas foram os rebeldes de Essex, liderados por um padre chamado Jack Straw e os homens de Kent, liderados por Wat Tyler, que marchou sobre Londres. Em 12 de junho, os rebeldes de Essex, compreendendo 100 mil homens, acamparam em Mile End e no dia seguinte os homens de Kent chegaram a Blackheath. Em 14 de junho, o jovem rei Ricardo II cavalgou para Mile End, onde encontrou os rebeldes e assinou seu foral. O rei posteriormente executou os líderes e muitos rebeldes.

### Expansão

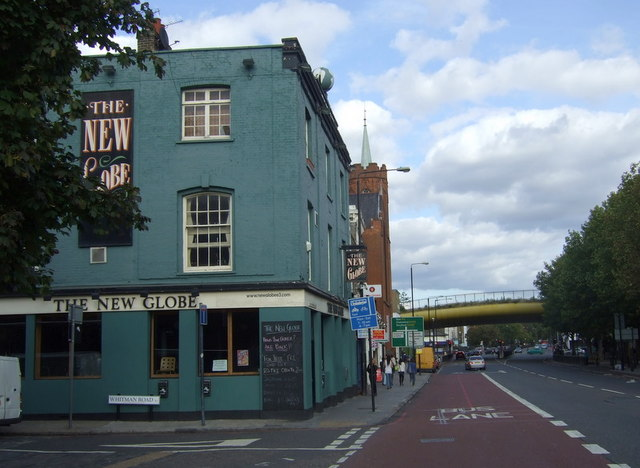
O pub New Globe, 2009

O pub New Globe abriu próximo à Globe Bridge em 1820, com sua licença possivelmente transferida de um pub próximo chamado Cherry Tree, que fechou por volta dessa época.
Projetada por Frederick Arthur Walters, a Igreja dos Anjos da Guarda foi inaugurada em 1903 e paga por Henry Fitzalan-Howard, 15º Duque de Norfolk, como um memorial a sua irmã mais nova, Lady Margaret Howard, que realizou trabalhos de caridade em East End.
O romancista Walter Besant propôs um Palácio do Prazer com salas de concerto e de leitura, galerias de imagens, uma escola de arte, salas sociais com festas e danças frequentes. Isso coincidiu com um projeto do empresário e filantropo Edmund Hay Currie de usar o dinheiro da liquidação da Beaumont Trust, juntamente com as assinaturas, para construir um Palácio do Povo em East End. Cinco acres de terra foram garantidos na Mile End Road, e o Queen's Hall foi inaugurado pela Rainha Vitória em 14 de maio de 1887. O complexo foi concluído com uma biblioteca, piscina, ginásio e jardim de inverno em 1892, proporcionando uma mistura eclética de entretenimento e educação populista. Um total de 8 mil ingressos foi vendido para as aulas em 1892 e, em 1900, foi criado um diploma de bacharel em ciências concedido pela Universidade de Londres. Em 1931, o prédio foi destruído por um incêndio, mas a Draper's Company, principal doadora do projeto original, investiu mais para reconstruir a escola técnica e criar o Queen Mary College em dezembro de 1934. Um novo Palácio do Povo foi construído, em 1937, pelo Metropolitan Borough of Stepney, em St Helen's Terrace. Ele finalmente foi encerrado em 1954.
O abandonado Cemitério Bancroft Road foi inaugurado pela agora fechada sinagoga Maiden Lane em Covent Garden, que comprou seu próprio cemitério em Globe Fields e teve seu primeiro enterro em 1811. Em 1884, estava em mau estado e o cemitério estava cheio em 1895.
O que atualmente é o Mile End Hospital foi estabelecido como enfermaria para o asilo local em 1859. Foi adicionada uma escola de treinamento para enfermeiras em 1892. A instalação foi reconstruída como Enfermaria da Cidade Velha de Mile End em 1883 e serviu como hospital militar durante a Primeira Guerra Mundial. Renomeado Mile End Hospital em 1930, ele ingressou no Serviço Nacional de Saúde em 1948.

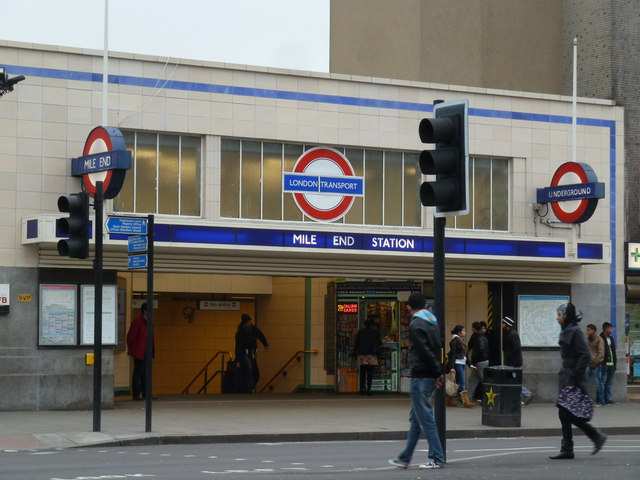
Entrada para a estação de metrô de Mile End, 2011

A estação de metrô de Mile End foi inaugurada em 1902 pela Whitechapel and Bow Railway (W&BR). Os serviços eletrificados começaram em 1905. Os primeiros serviços foram fornecidos pela District Railway (atualmente linha District); a Metropolitan Line seguiu em 1936. (Em 1988, esta seção do Metropolitan foi renomeada como Hammersmith & City line.) Como parte da extensão leste da Central Line, a estação foi expandida e reconstruída em 1946 pelo arquiteto-chefe do metrô de Londres, Stanley Heaps, e seu assistente, Thomas Bilbow, com serviços a partir de 4 de dezembro de 1946. Após a nacionalização da W&BR, a propriedade total da estação passou para o metrô de Londres em 1950.
A Mile End Arena era um anel coberto por um dossel com paredes caindo aos pedaços e frágil ferro corrugado atrás da estação de Mile End; foi inaugurado em 1933 e só foi usado no verão. Fechou em 1953.

### Segunda Guerra Mundial

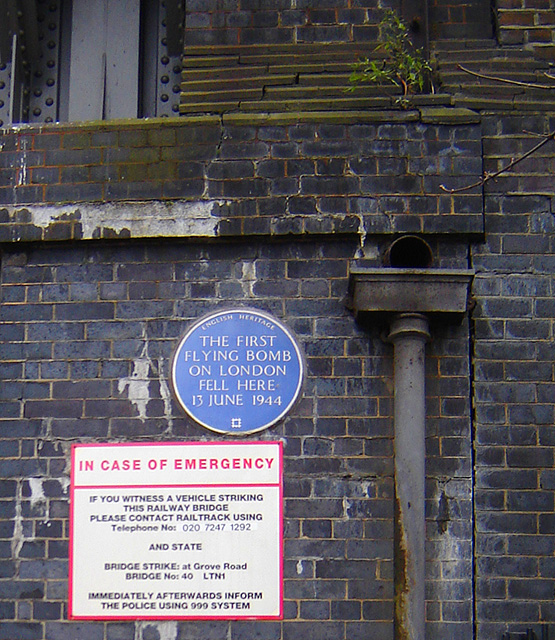
Placa do V-1 na ponte ferroviária de Grove Road (janeiro de 2006)

Além de sofrer pesadamente nas blitz anteriores, Mile End foi atingida pela primeira bomba voadora V-1 a atingir Londres. Em 13 de junho de 1944, esta "bomba zumbidora" impactou próximo à ponte ferroviária em Grove Road, um evento atualmente comemorado por uma placa. Oito civis foram mortos, 30 feridos e 200 desabrigados pela explosão.

### Contemporâneo

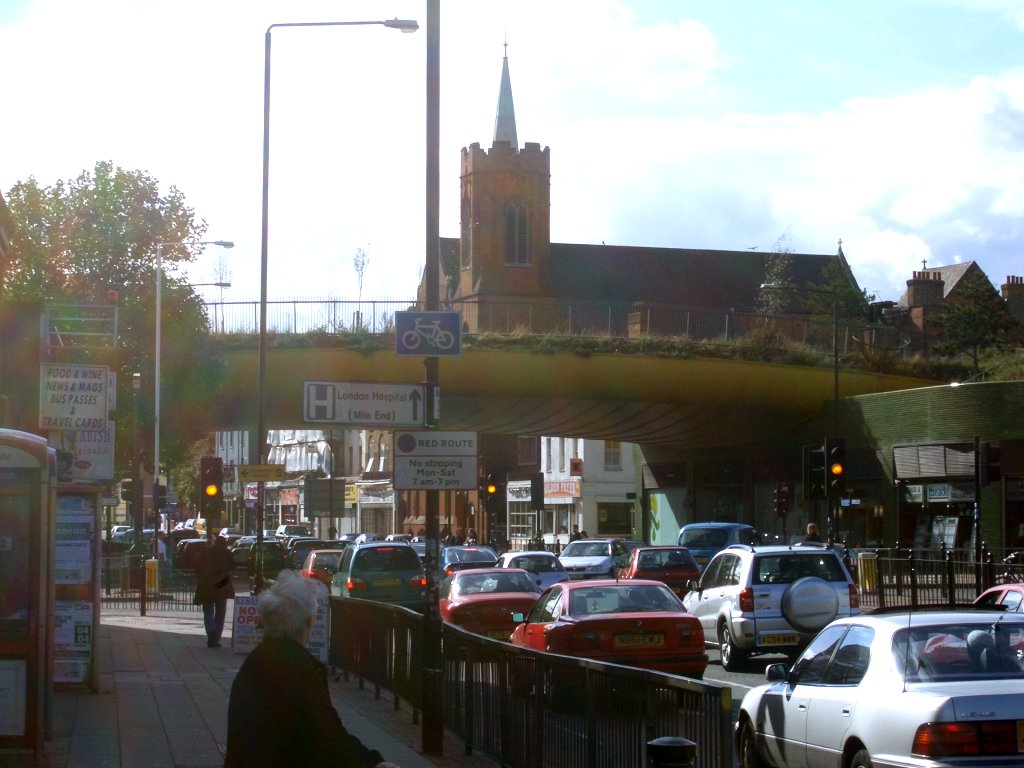
A Green Bridge adjacente à estação de metrô de Mile End em 2004

Uma parte de Mile End permaneceu praticamente abandonada por muitos anos após a Segunda Guerra Mundial, até ser liberada para se estender ao Mile End Park.
O Mile End Hospital tornou-se o Royal London Hospital (Mile End) em 1990, mas voltou a ser chamado pelo nome original em 1994 e passou a ser administrado pelo Barts Health NHS Trust em 2012. No mesmo ano, o Ragged School Museum foi inaugurado nas instalações do antigo local da Copperfield Road Ragged School. No mesmo ano, a Unidade Bancroft para o Cuidado de Idosos foi inaugurada no Mile End Hospital em junho de 1990, tendo se mudado de Bethnal Green.
Em 17 de junho de 1995, o Mile End Stadium recebeu um show da banda de britpop Blur, onde 27 mil fãs os viram apoiados pelos Boo Radleys, Sparks, John Shuttleworth, Dodgy e os Cardiacs.
O local do St Clement's Hospital foi fechado em 2005, com os serviços transferidos para um novo Centro de Saúde Mental para Adultos no Mile End Hospital em outubro de 2005.
O Night Tube começou a funcionar na estação de metrô de Mile End na linha Central em 19 de agosto de 2016. Desde 2016, o Northern Mile End está sob a alçada do Bow Roman Road Neighborhood Forum. Isso inclui as lojas sob The Green Bridge no lado norte da Mile End Road (A11), Mile End Climbing Wall e a Palm Tree.